# المعجزة الاقتصادية الإيطالية

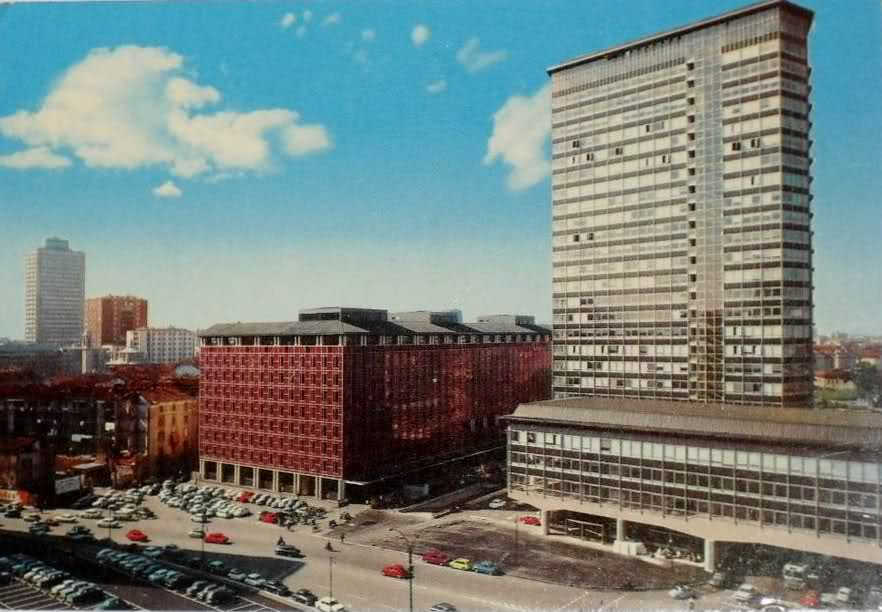
وسط مدينة ميلانو في الستينيات

المعجزة الاقتصادية الإيطالية أو الطفرة الاقتصادية الإيطالية (بالإيطالية: il miracolo economico)‏ مصطلحٌ استخدم من قبل المؤرخين والاقتصاديين ووسائل الإعلام لتحديد الفترة الطويلة للنمو الاقتصادي القوي في إيطاليا بعد الحرب العالمية الثانية وحتى أواخر الستينيات، وخاصة السنوات من 1958 إلى 1963. لم تمثل هذه المرحلة من التاريخ الإيطالي حجرًا أساسيًا في التنمية الاقتصادية والاجتماعية للبلد فحسب، والتي تحولت من دولة فقيرة إلى قوة صناعية عالمية، بل ومثّلت أيضًا فترة من التغيير الهائل في المجتمع الإيطالي والثقافة الإيطالية. كما لخصها أحد المؤرخين، بحلول نهاية السبعينيات، «أصبحت تغطية الضمان الاجتماعي شاملة وسخية نسبيًا. تحسن مستوى المعيشة المادي تحسنًا كبيرًا لدى الغالبية العظمى من السكان».

## التاريخ
بعد نهاية الحرب العالمية الثانية، كانت إيطاليا في حالة خراب وكانت ترزح تحت احتلال الجيوش الأجنبية، ما أدى إلى تفاقم فجوة التنمية مع الاقتصادات الأوروبية الأكثر تقدمًا. لكن المنطق الجيوسياسي الجديد للحرب الباردة حوّل العدو السابق إيطاليا -البلد المفصلي بين أوروبا الغربية والبحر الأبيض المتوسط، والتي أصبحت ديمقراطية جديدة هشة مهددة بقربها من الستار الحديدي ووجود قوي للحزب الشيوعي- حليفًا مهمًا للعالم الحر، وبالتالي باتت تتلقى معونات سخية تقدمها خطة مارشال، إذ حصلت على 1.5 مليار دولار من عام 1948 إلى عام 1952. كان من المفترض أن تمثل نهاية خطة مارشال نهاية التعافي بالنسبة للاقتصاد الإيطالي، لكن الحدث تزامن مع اندلاع الحرب الكورية التي زادت من الطلب على المعادن والمنتجات المصنعة الأخرى، ما شكّل محفزًا للاقتصاد الإيطالي، وقد وفّر إنشاء السوق الأوروبية المشتركة عام 1957، والتي كانت إيطاليا من بين الأعضاء المؤسسين لها، المزيدَ من الاستثمارات وخفف من الاستيراد.
وضعت الخلفيات التاريخية المواتية المذكورة أعلاه، إلى جانب توفر مخزون كبير ورخيص من القوى العاملة، أسس النمو الاقتصادي المذهل. استمر الازدهار دون انقطاع تقريبًا حتى أدت الإضرابات الهائلة التي شهدها «الخريف الساخن» إضافة إلى الاضطرابات الاجتماعية في 1969-1970 التي أتت مقرونة بأزمة النفط عام 1973، إلى إبطاء الاقتصاد تدريجياً، لكن الاقتصاد الذي لم يعد مطلقًا إلى معدلات نموه المرتفعة بعد الحرب. شهد الاقتصاد الإيطالي معدل نمو متوسط للناتج المحلي الإجمالي بلغ 5.8% سنويًا بين عامي 1951 و 1963، و5.0% سنويًا بين عامي 1964 و 1973. كانت معدلات النمو الإيطالية في المرتبة الثانية بعد ألمانيا والفارق بينهما لم يكن كبيرًا. من بين بلدان منظمة التعاون الاقتصادي والتنمية، فقط اليابان حققت نتائج أفضل. عام 1963، أثنى الرئيس الأمريكي جون كينيدي شخصيًا على النمو الاقتصادي الاستثنائي لإيطاليا في مأدبة عشاء رسمية مع الرئيس الإيطالي أنطونيو سيجني في روما، مشيرًا إلى أن «نمو [...] اقتصاد البلاد وصناعتها ومستوى المعيشة فيها خلال سنوات ما بعد الحرب كان استثنائيًا حقًا، فالأمة التي كانت ذات يوم حطامًا، والأمة التي كانت تعاني من بطالة شديدة ومن التضخم، توسّعت في إنتاجها وأصولها، واستقرت في تكاليفها وعملتها، وخلقت فرص عمل جديدة وصناعات جديدة بمعدل لا مثيل له في العالم الغربي».

## المجتمع والثقافة
كان تأثير المعجزة الاقتصادية على المجتمع الإيطالي هائلًا. أدى التوسع الاقتصادي السريع إلى حدوث تدفقات هائلة من المهاجرين من المناطق الريفية في جنوب إيطاليا إلى المدن الصناعية في الشمال. وُجّهت الهجرة بشكل خاص إلى مصانع ما يسمى «المثلث الصناعي»، وهو المنطقة الواقعة بين مراكز التصنيع الرئيسية في ميلان وتورينو وميناء جنوة البحري. تشير التقديرات إلى أنه بين عامي 1955 و 1971، شارك حوالي 9 ملايين شخص في الهجرة بين الأقاليم في إيطاليا، مقتلعين مجتمعات بأكملها وموجدين مناطق حضرية كبيرة.
خلقت احتياجات الاقتصاد والمجتمع الحديث طلبًا كبيرًا على البنى التحتية الجديدة للنقل والطاقة. أُنجزت آلاف الأميال من السكك الحديدية والطرق السريعة في أوقات قياسية لربط المناطق الحضرية الرئيسية، في حين بُنيت السدود ومحطات الطاقة في جميع أنحاء إيطاليا، في كثير من الأحيان دون النظر إلى الظروف الجيولوجية والبيئية. أدت طفرة سوق العقارات، الذي تعرض لضغوط متزايدة بسبب النمو السكاني القوي والهجرات الداخلية، إلى انفجار المناطق الحضرية. بُنيت أحياء شاسعة من الشقق لذوي الدخل المنخفض والمساكن الاجتماعية في ضواحي العديد من المدن، ما أدى على مر السنين إلى مشاكل شديدة من الازدحام والعشوائيات وعنف الشوارع. كانت البيئة الطبيعية تحت ضغط دائم بسبب التوسع الصناعي غير المنظم، ما أدى إلى تلوث الهواء والماء على نطاق واسع، كما أدى لكوارث بيئية مثل كارثة سد فاجونت وحادث سيفيسو الكيميائية، إلى أن تطور الوعي البيئي (الأخضر) بدءًا من الثمانينيات.
في الوقت نفسه، كان لمضاعفة الناتج المحلي الإجمالي الإيطالي بين عامي 1950 و 1962 تأثير هائل على المجتمع والثقافة. المجتمع الإيطالي، الريفي إلى حد كبير والمستبعد من فوائد الاقتصاد الحديث خلال النصف الأول من القرن، غمرته فجأة مجموعة كبيرة من السلع الاستهلاكية الرخيصة مثل السيارات والتلفزيونات والغسالات. في الفترة من 1951 إلى 1971، زاد متوسط دخل الفرد بالقيمة الحقيقية ثلاثة أضعاف، وهو اتجاه ترافق مع تحسن كبير في أنماط الاستهلاك وظروف المعيشة. عام 1955، على سبيل المثال، كانت 3% فقط من الأسر تمتلك ثلاجات و1% منها يمتلك غسالات، بينما أصبحت هذه الأرقام 94% و76% على التوالي بحلول عام 1975. إضافة إلى ذلك، أصبح 66% من العائلات (المنازل) تمتلك سيارات. بدأت الإذاعة الوطنية العامة بتقديم خدمة تلفزيونية منتظمة عام 1954.

## الانتقادات
كثيرًا ما كان التأثير الواسع للإعلام الجماهيري والاستهلاك على المجتمع في إيطاليا عرضةً لانتقادات شديدة من قبل بعض المثقفين مثل بيير باولو باسوليني ولوسيانو بيانياردي، الذين نددوا به باعتباره شكلاً متسترًا من الانحطاط الثقافي. الأفلام الشهيرة مثل «الحياة السهلة» (1962) و«موستري» (1963) من إخراج دينو ريسي و «إيل بوم» (1963) للمخرج فيتوريو دي سيكا و«كلنا أحب بعضنا كثيرًا» (1974) لإيتورا سكولا كانت كلها تروج للأنانية وانعدام الأخلاق التي تميزت بها سنوات المعجزة.